# Saturn Ion
Der Saturn Ion war ein Kompaktwagen der amerikanischen General-Motors-Automarke, der von Anfang 2003 bis Ende 2007 hergestellt wurde. Er basierte auf der GM-Delta-Plattform. In Nordamerika zählte er zu den Kleinwagen. Eine Besonderheit stellte das Coupé dar, welches über sogenannte Selbstmördertüren verfügte. Der Ion war eines der General-Motors-Modelle, die vom Zündschloss-Debakel betroffen waren.

## Geschichte

### 2003–2004

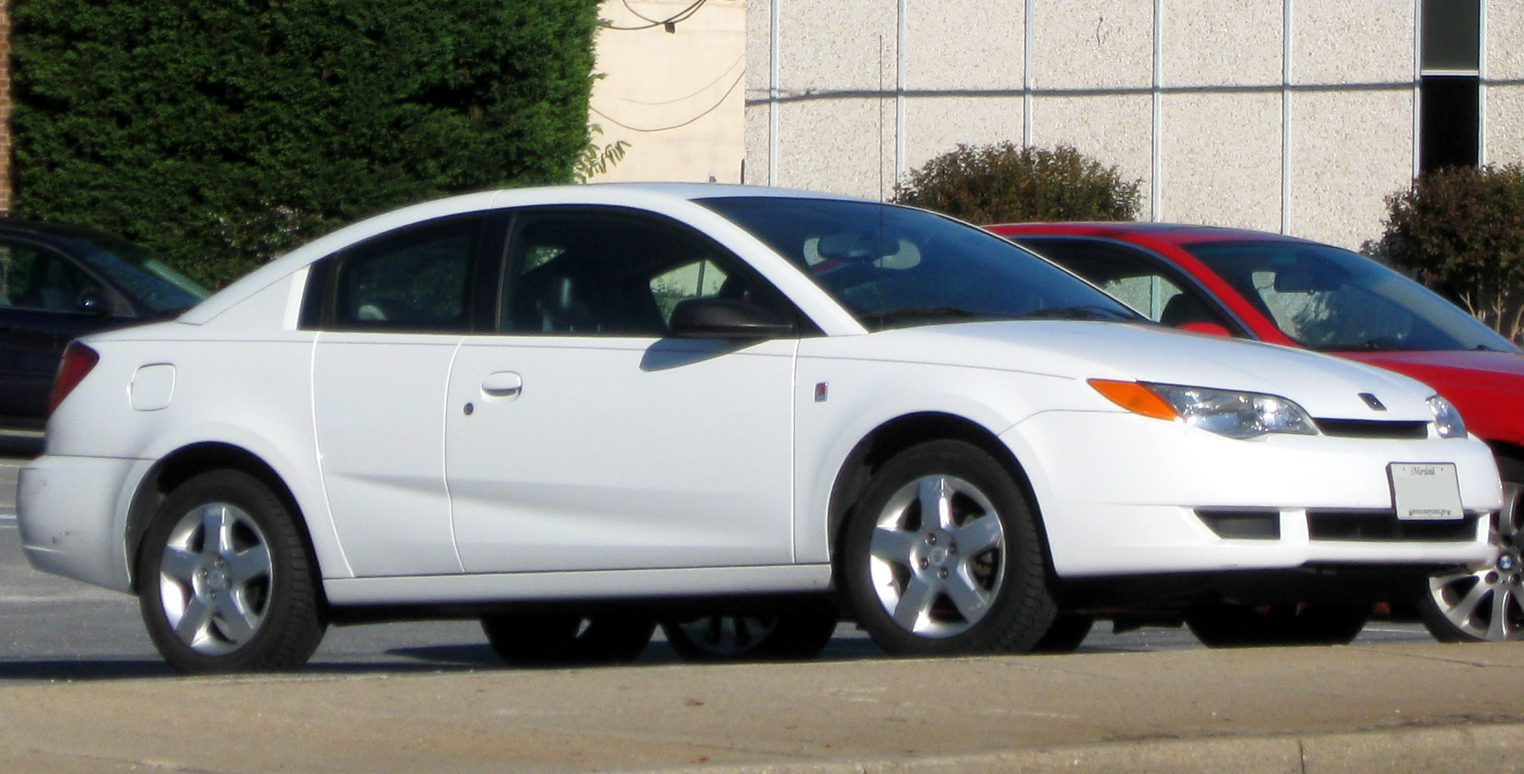
Saturn Ion Coupé (2003–2004)

Anfang 2003 kam der Ion serienmäßig mit einem 2,2-Liter-DOHC-Ecotec-Motor I4 mit 104 kW (140 PS) als viertürige Limousine und als sogenanntes viertüriges Coupé (Selbstmördertüren mitgerechnet) auf den Markt.
Die Tachometer-Einheit war nicht hinter dem Lenkrad, sondern mittig im Armaturenbrett montiert.
Ein Getrag F23 5-Gang-Schaltgetriebe oder ein Aisin AF23 5-Gang-Automatikgetriebe standen wahlweise zur Verfügung. Das kompakte 5-Gang-Automatikgetriebe hatte mehrere einzigartige Eigenschaften. Es fehlte ein Overdrive, so dass fünf Vorwärtsgänge in der Größe eines typischen Vier-Gang-Schaltgetriebes verpackt waren. Beides brachte eine enge Getriebeübersetzung für bessere Beschleunigung und bessere Kraftstoffeffizienz.
Für das Modelljahr 2004 gab es neben besseren Materialien im Innenraum und dem Angebot neuer Sound-Systeme eine elektrische Servolenkung serienmäßig.

### 2004–2006

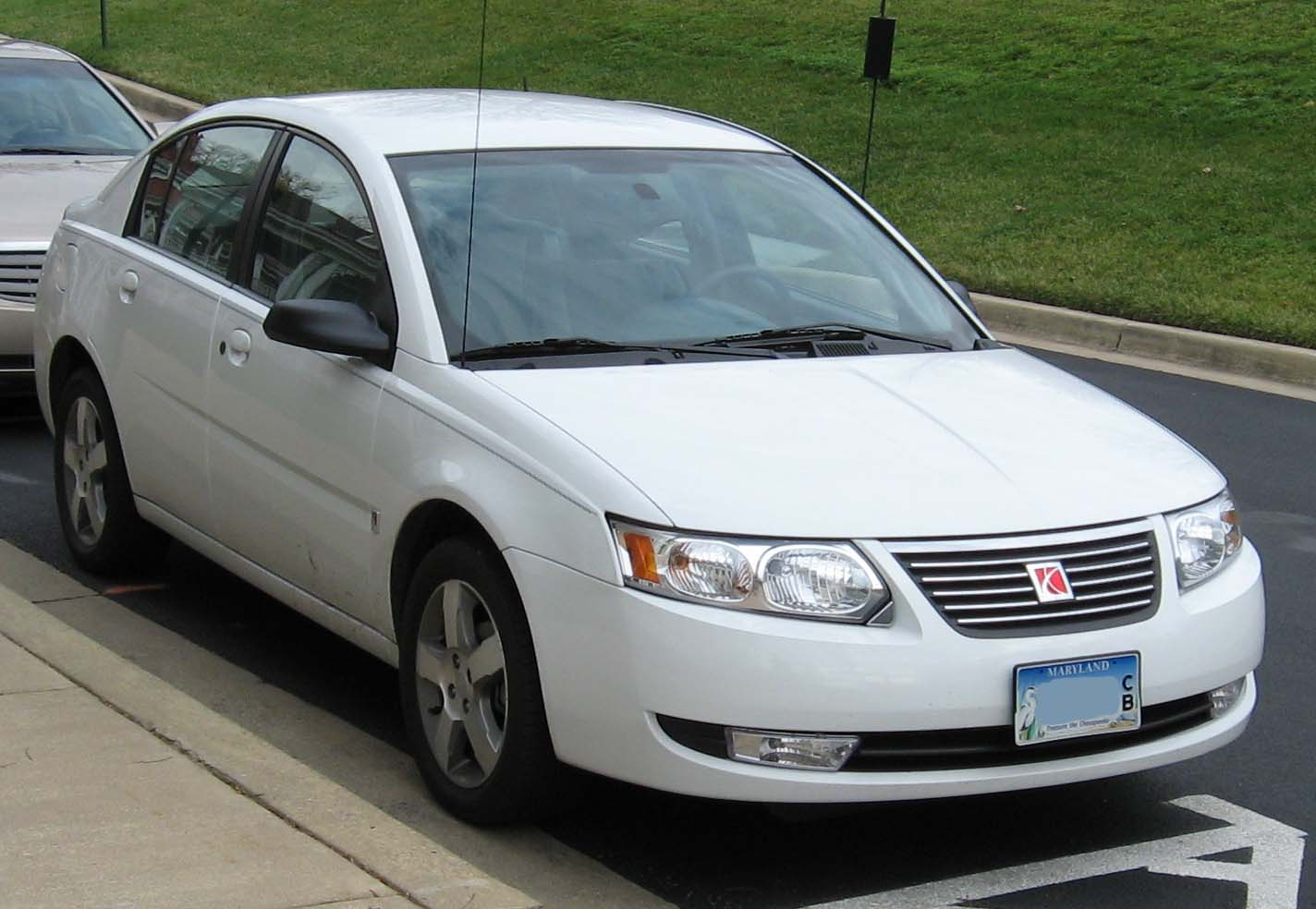
Saturn Ion (2005–2006)

Im Herbst 2004 wurde das Aisin 5-Gang-Automatikgetriebe durch das GM 4-Gang-4T45-E ersetzt, die 2005-Modelle erhielten ein neues Lenkrad.
Mitte 2005 erhielt das Basismodell höherwertige Bezüge der Sitze und eine Höhenverstellung. Zudem wurde bei den Fahrzeugen die Quiet Stahl multilaminate Sound-Technologie zur Reduzierung von Motor- und Innengeräuschen eingeführt. Die Front der Karosserie wurde mit einem größeren Kühlergrill und neu gestalteter Stoßstange überarbeitet. Außerdem gab es neue Radzierblenden und Leichtmetallfelgen.
Das Modelljahr 2006 sah nur kleinere kosmetische Änderungen vor. Die Level-2- und Level-3-Modelle wurden mit neuen GM-Radios mit MP3-Wiedergabe angeboten. Zusätzlich wurde nun ein 170 PS (127 kW) starker 2,4-Liter-Reihenvierzylindermotor mit variabler Ventilsteuerung verfügbar. Viele Eigentümer der 2006er Ion-Modelle waren unzufrieden mit der Zuverlässigkeit der Zündung und dem Mangel an ausreichendem Kundenservice / Gewährleistung.

### 2006–2007

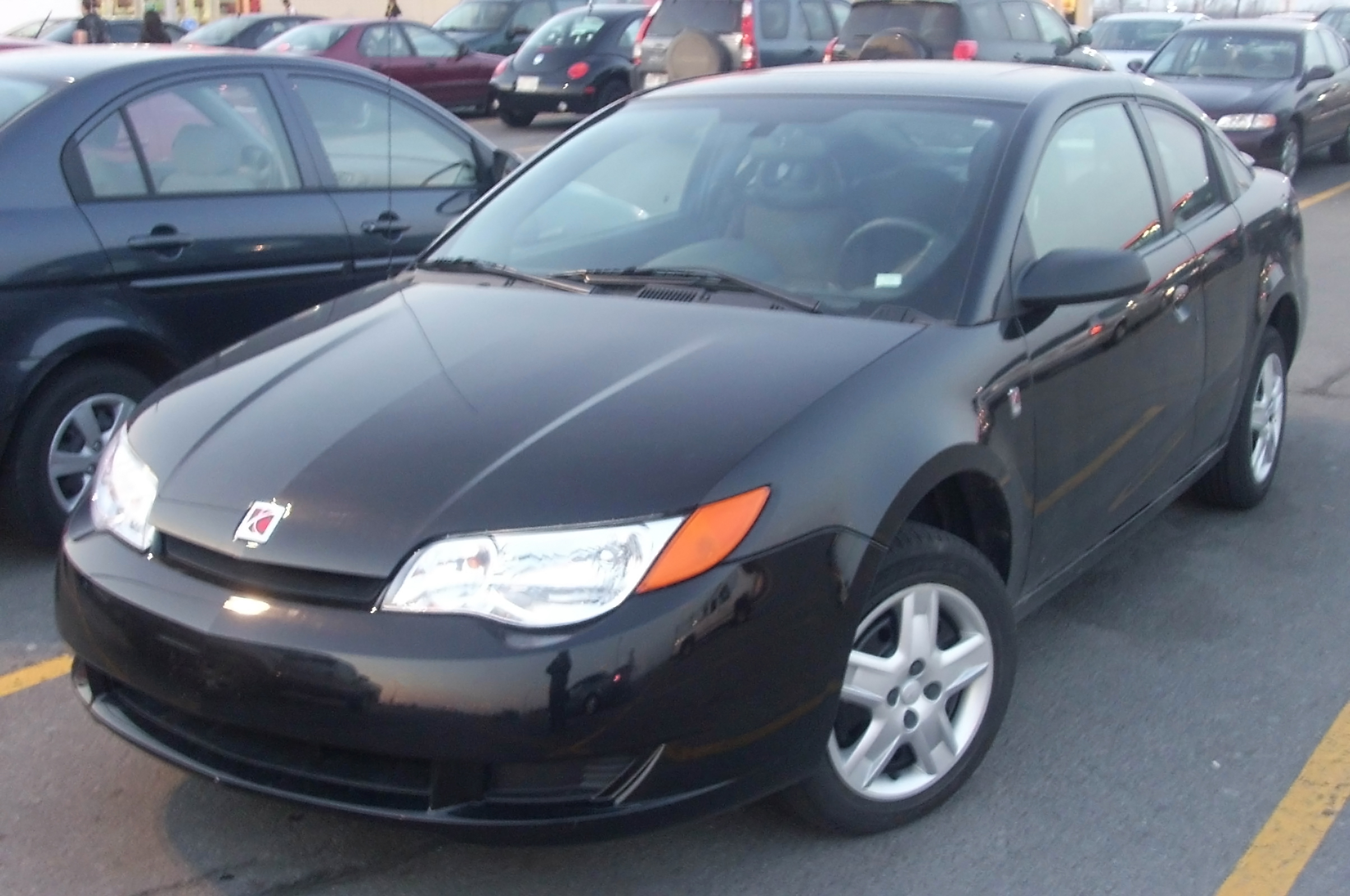
Saturn Ion Coupé (2006–2007)

Im Herbst 2006 wurde der 2,2-Liter-Ecotec-Motor in der Leistung von 104 kW (140 PS) auf 108 kW (145 PS) gesteigert, der 2,4-Liter-Ecotec erhielt eine Steigerung von 127 kW (170 PS) auf 130 kW (175 PS). Das Coupé erhielt neu gestaltete Stoßfänger vorne und hinten, seitliche Zierleisten, elliptische Nebelscheinwerfer und ein verchromtes Auspuffendrohr.
Die Limousine wurde im März 2007 eingestellt. Im Herbst desselben Jahres wurde sie durch den Saturn Astra ersetzt, der dem Opel Astra H mit Fließheck entsprach.
Ende 2007 endete auch der Verkauf des Ion Coupé, welches ab Frühjahr 2008 durch den Saturn Astra GTC (Opel Astra H GTC) ersetzt wurde.

### Red Line-Edition (2004–2007)

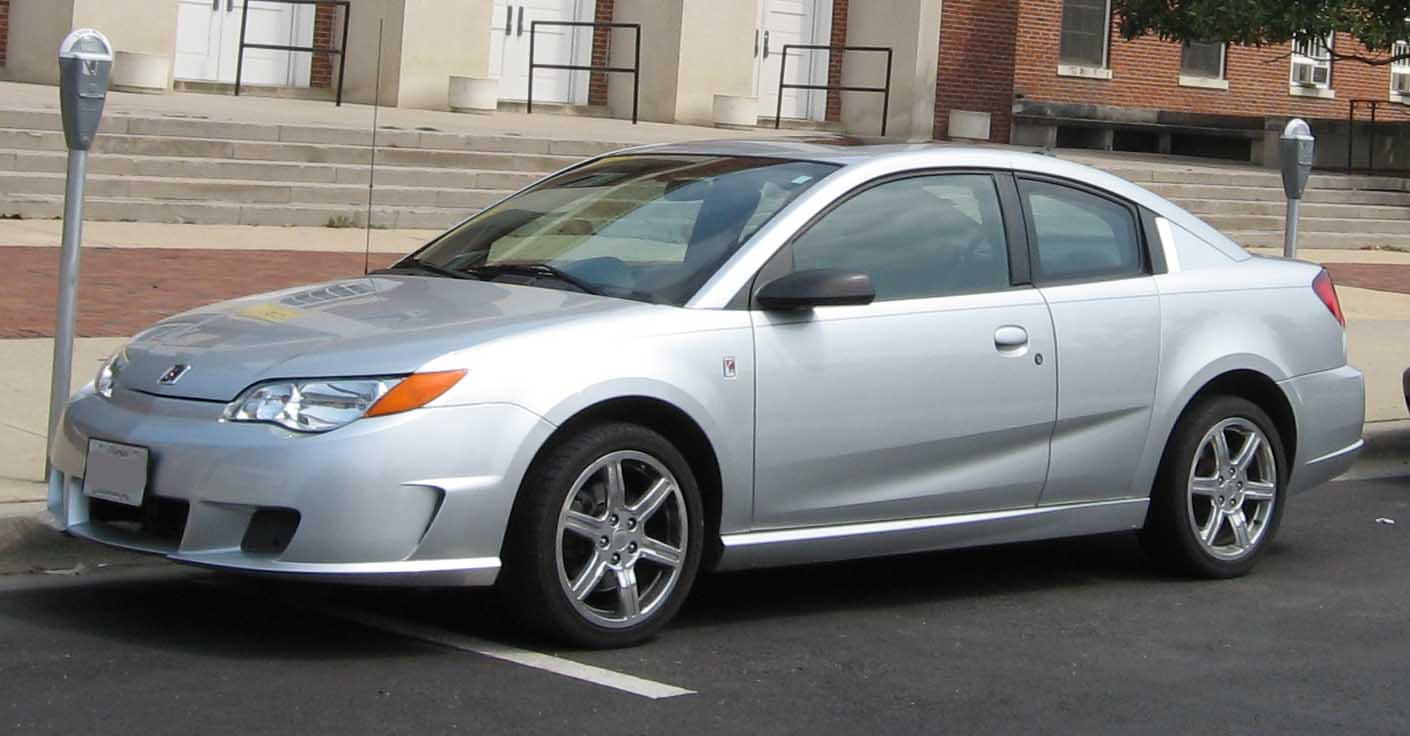
Saturn Ion Coupé Red Line (2007)

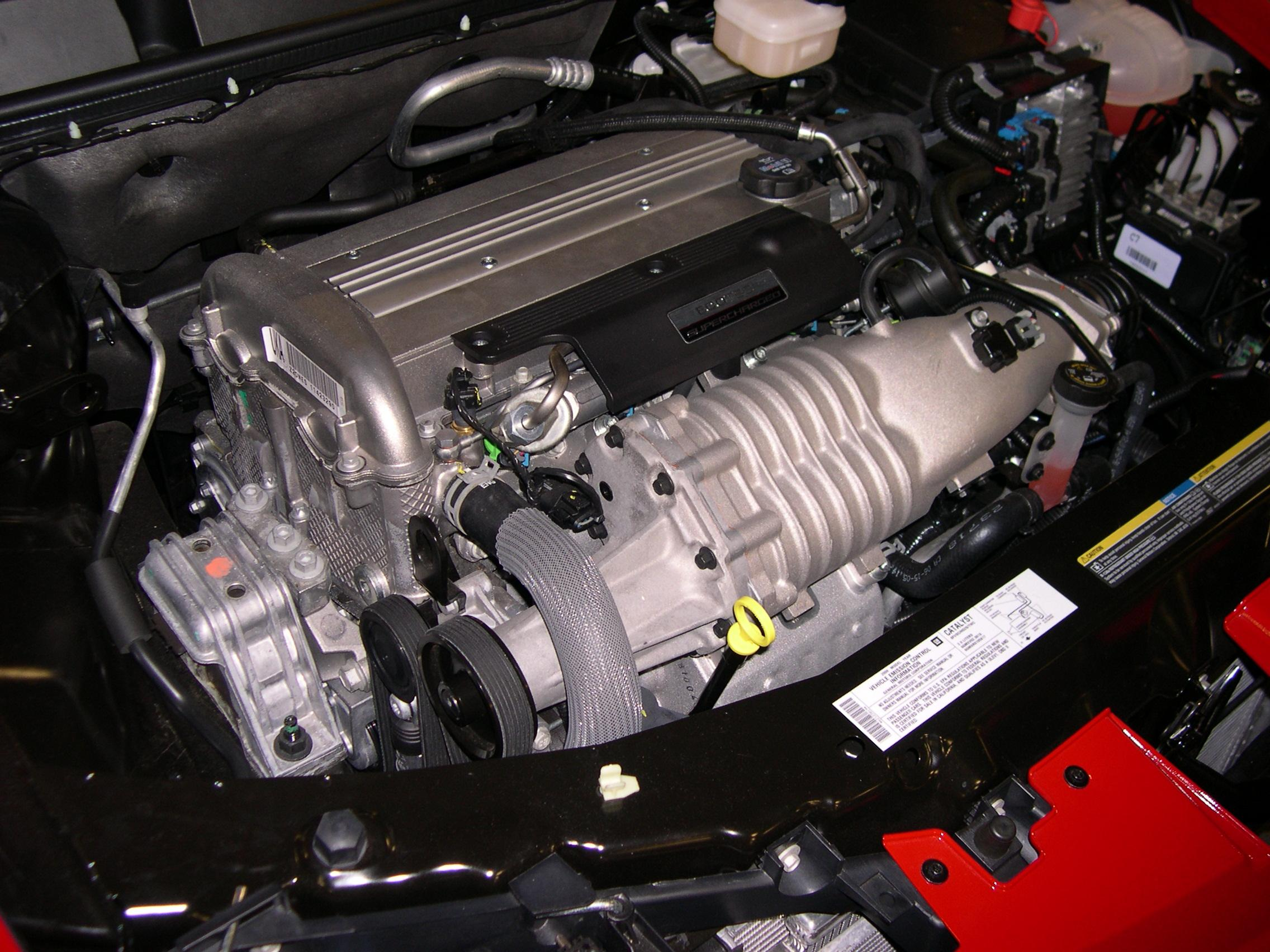
Motorraum

Von Mitte 2004 bis Herbst 2007 produzierte Saturn die Red Line-Edition des Ion Coupe. Diese wurde in Zusammenarbeit mit der GM Performance Division entwickelt und auf dem Nürburgring getestet. Der Motor war ein 2.0-Liter-Ecotec-LSJ-Motor, der mit einem Eaton M62 Roots-Kompressor und Ladeluftkühler 153 kW (205 PS) leistete. Dazu gab es das stärkere F35 5-Gang-Schaltgetriebe von Getrag aus dem Opel-Regal.
Das Fahrwerk war gegenüber dem Standard-Coupé um 10 mm abgesenkt und verfügte über größere 4-Rad-Scheibenbremsen. Das Auto war auch mit 17-Zoll-Leichtmetallfelgen ausgestattet sowie Recaro-Sportsitzen. Ebenfalls enthalten war eine Abgasanlage mit einem Chromendrohr, welche für einen aggressiveren Motorsound aus dem Auspuff sorgte. Der Ion Red Line startete mit einem Basispreis von 20.950 $.
Für das Modelljahr 2005 wurde ein optionales Competition Paket eingeführt. Darin eingeschlossen waren 17er Gunmetal Painted Alu-Felgen, Ladedruckanzeige, Sperrdifferenzial und Projector-Beam Nebelscheinwerfer.
Mitte 2006 gab es zwei optionale Motor-Kit-Upgrades, wobei für rund 500 USD die Leistung um 31 auf 236 PS stieg. Für rund 750 USD konnte man nochmals auf 241 PS erhöhen.